# Hossein Sheikholeslam
Hossein Sheikholeslam (Isfahán, 29 de noviembre de 1952-Teherán, 5 de marzo de 2020) fue un político y diplomático conservador iraní asesor del ministro de Asuntos Exteriores, Javad Zarif. También fue miembro del séptimo Parlamento Islámico de Irán y anteriormente embajador iraní en Siria.
Sheikholeslam fue asistente del presidente del Parlamento, Ali Larijani, para Asuntos Internacionales. Sheikholeslam fue uno de los estudiantes/militantes que mantuvo a los estadounidenses como rehenes durante la crisis de los rehenes en Irán.
Sheikholeslam falleció el 5 de marzo de 2020 a los sesenta y siete años a causa de la enfermedad por coronavirus 2019.